# Pensée de Corse
Viola corsica
Espèce
Classification phylogénétique
La Pensée de Corse (Viola corsica) est une espèce de plantes à fleurs de la famille des Violaceae endémique de Corse.